# Toxischeshocksyndroom
Het toxischeshocksyndroom (meestal afgekort tot: TSS) is een zeldzame, maar ernstige vorm van een infectie met bepaalde stammen van Staphylococcus aureus en Streptococcus pyogenes. 
In de media wordt weleens gesproken van de 'tamponziekte' maar dit is zeker niet de enige vorm waarin de ziekte zich manifesteert.
Deze ziekte kan voorkomen bij mannen, vrouwen en kinderen. De bacterie die de ziekte veroorzaakt, Staphylococcus aureus, komt zeer algemeen voor en is bij iedereen weleens op de huid of in de neus aanwezig, maar veroorzaakt meestal geen ernstige infecties, hoewel vele puistjes en andere oppervlakkige ontstekingen van de huid er wel door worden veroorzaakt, evenals steenpuisten. In ziekenhuizen is de bacterie wel gevreesd vanwege wondinfecties.
Deze ziekte kan onder andere ontstaan door het verkeerd gebruik van een tampon, vooral de gewoonte om sterk absorberende tampons te lang in te houden. Hierdoor kan het vaginaalvocht zich ophopen en in de tampon een broedplaats vormen. Staphylococcus aureus kan zich daarin dan gemakkelijk vermenigvuldigen. Hierom wordt ook het gebruik van sterk absorberende tampons afgeraden. De ziekte kan dodelijk zijn (5% van de slachtoffers overlijdt er aan), maar is tegenwoordig wel uiterst zeldzaam. De naam is ontleend aan het feit dat de verschijnselen kunnen leiden tot een shocktoestand. De ziekte komt vooral voor bij meisjes in de puberteit en vrouwen onder de 30. TSS kan optreden tijdens de menstruatie en erna. Het kan zijn dat niet alle symptomen zich tegelijk voordoen.
Symptomen zijn:
- griepverschijnselen (diarree, spierpijn, rillingen)
- braken;
- zeer hoge koorts;
- zonnebrandverschijnselen op de huid;
- duizeligheid, desoriëntatie;
- lage bloeddruk/bradycardie.
- afschilferen van de huid in een verder stadium van de ziekte

De ziekte tast organen aan. De ziekte kan dan uiteindelijk leiden tot orgaanuitval, wat de doodsoorzaak is voor mensen die overlijden aan de ziekte.
Als de ziekte op tijd herkend wordt, kan ze vrij gemakkelijk behandeld worden met antibiotica. Mensen die in shock verkeren, worden naar de intensive care overgebracht, waar de orgaanfuncties goed in de gaten worden gehouden. Als de patiënt er weer bovenop is, is de kans dat de ziekte terugkeert vrij groot (30%).
Bij mensen met TSS, groeien bacteriën die in normale hoeveelheid onschadelijk zijn (Staphyloccoccus aureus) zo snel, dat ze het immuunsysteem laten overreageren. Deze Staphylococcus aureus werd bij meer dan 90% van de TSS-patiënten geïsoleerd. Een specifiek exotoxine (TSST-1) dat door deze specifieke S. aureus-stammen geproduceerd wordt, lijkt verantwoordelijk te zijn voor de (soms dodelijke) uitwerking. Tot op heden waren alle culturen die men heeft verkregen resistent tegen gewone penicilline.
In de jaren zeventig ontstond als reactie op TSS het zogenaamde free bleeding ontstaan, waarbij bewust geen gebruik wordt gemaakt van enige menstruatieproducten.

## Tampons en TSS
Aan het einde van de jaren zeventig werden vooral de gebruiksters van tampons van het merk Rely getroffen door TSS. Deze tampons waren gemaakt uit synthetische vezels en hadden een hoge absorptiegraad. De tampons werden van de markt gehaald in 1980, en andere merken gingen veiligere tampons maken die minder absorbeerden en van natuurlijke katoen werden gemaakt.
Het risico op TSS is echter niet helemaal uitgebannen. Men dient daarom de tampon regelmatig te vervangen (minstens 3 keer per dag).
Uit onderzoeken is gebleken dat er een relatie bestaat tussen TSS en het gebruik van tampons. Het is belangrijk de tampon niet te besmetten alvorens hij wordt ingebracht. Stafylokokken zijn meestal aanwezig aan de vulva; contact met de schaamstreek moet dus worden vermeden. Indien men zweertjes op de vingers heeft, dient aanraking van de tampon te worden vermeden. Deze vermoedens werden bevestigd in een uit 1982 daterende studie die de wijzigingen die optreden in de bacteriële flora van de vagina tijdens de menstruele cyclus bestudeerden, om zo een verband te kunnen leggen met TSS.
Er werden kweken genomen in het midden van de cyclus en tijdens de menstruatie bij twaalf vrouwen die maandverbanden en veertig vrouwen die tampons gebruikten.
Staphylococcus aureus werd in het midden van de cyclus en tijdens de menstruatie aangetroffen bij drie vrouwen, tijdens de menstruatie alleen bij zes vrouwen en bij geen van hen in het midden van de cyclus. Dit resultaat bevestigt dat er een verband bestaat tussen de S. aureus en de menstruatie. Er werd geen verschil gevonden in het voorkomen van S. aureus' bij tampongebruiksters (18%) en gebruiksters van maandverbanden (17%).
In een vergelijkbare studie werden stalen genomen van de Staphylococcus aureus en andere bacteriën bij 58 tampongebruiksters en 25 gebruiksters van zeesponsjes. De populatie van S. aureus steeg tijdens de menstruatie in beide groepen, maar bij de gebruiksters van de zeesponsjes duidelijk meer dan bij de tampongebruiksters. Zeesponsjes zijn dus geen goed alternatief voor tampons.
Veertig procent van de vrouwen had nog nooit tampons gebruikt. Beduidend meer blanke Amerikaanse vrouwen dan gekleurde Amerikaanse vrouwen gebruikten enkel tampons (26 procent) of tezamen met maandverbanden (36 procent). Verhoudingsgewijs gebruikten meer gekleurde Amerikaanse vrouwen alleen tampons (16 procent) of tampons in combinatie met maandverbanden (27 procent), vergeleken met de Mexicaanse Amerikanen waarvan 11 procent enkel tampons gebruikten en 21 procent tampons in combinatie met maandverbanden.
Omdat een groot deel van de gekleurde vrouwen tampons gebruikte, zijn de etnische verschillen die in sommige studies over TSS aangehaald worden, niet de enige verklaring waarom TSS minder voorkomt bij gekleurde vrouwen.
Uit een in 1985 gepubliceerde studie blijkt dat tampons de vaginale slijmvliezen kunnen aantasten. In hun studie werden honderd vrouwen gedurende drie opeenvolgende menstruele cycli onderzocht. Drie groepen van twintig vrouwen gebruikten elk de normale, super en super-plus tamponvarianten die met de hand moesten worden ingebracht. Twee andere groepen van twintig vrouwen gebruikten maandverbanden of een tampon die met een applicator werd ingebracht.
Bij alle tampongebruiksters droogde het vaginaslijmvlies duidelijk meer op dan bij gebruiksters van maandverbanden. Dit kan resulteren in microscopisch kleine scheurtjes, waarlangs bacteriën kunnen binnendringen. Het risico op uitdroging van het slijmvlies was groter bij vrouwen die de tampon manueel inbrachten. Verder is ook gebleken dat er een verband tussen de sterkte van absorbatie en TSS bestaat: hoe meer vocht de tampon kan opnemen, hoe groter het risico op TSS.

## Epidemiologie in de Verenigde Staten
In 1980 waren in de Verenigde Staten 890 gevallen van TSS bekend. 35 van deze vrouwen stierven aan de ziekte. Dit aantal daalde in de jaren daaropvolgend drastisch tot 61 gevallen en geen enkel sterfgeval in 1989. Tegenwoordig gaat men uit van drie tot vijftien gevallen per 100.000 menstruerende vrouwen per jaar. TSS komt het vaakst voor bij jonge menstruerende vrouwen onder de leeftijd van dertig jaar.